# احتجاجات مولدوفا 2015–2016
ابتداءً من ربيع عام 2015، شهدت مولدوفا احتجاجات واسعة النطاق وسط تدهور الوضع الاقتصادي وفضائح الفساد. اكتسبت الاحتجاجات زخمًا أكبر في سبتمبر عندما تظاهر ما يصل إلى 10،000 شخص في أكبر احتجاج عرفته المدينة منذ استقلالها عن الاتحاد السوفيتي في أغسطس عام 1991.
تم تنظيم الاحتجاجات من قِبَل حركة المواطنين الشعبية، حزب منصة الكرامة والحقيقة (بالرومانية: Demnitate și Adevăr)، التي تأسست في فبراير عام 2015 ردًا على فضيحة احتيال بنك مولدوفا عام 2014. يقود حزب منصة الكرامة والحقيقة محامون وصحفيون وشخصيات أخرى معروفة في مولدوفا.

## الخلفية
في مولدوفا، إحدى أفقر دول أوروبا، يعيش ما يقرب من 17% من السكان تحت خط الفقر. وعلاوةً على ذلك، يبلغ متوسط الأجر في مولدوفا 129 دولارا شهريًا، ويقال بأنه أدنى مستوى معيشي في أوروبا.
في عام 2014، فُقِد مبلغ مليار دولار من ثلاثة من البنوك الرائدة في مولدوفا. في غضون يومين، تم تحويل قروض بقيمة مليار دولار إلى شركات مسجلة في المملكة المتحدة وهونغ كونغ لا يُعرف مالكوها النهائيون. يدير مصرف مولدوفا الوطني بقية بنوك المدينة، ولذلك فقد غطيت هذه الخسارة من احتياطيات الدولة. تحمي هذه الطريقة المودعين فقط لكنها أحدث فجوة في المالية العامة في مولدوفا تعادل ثُمن الناتج المحلي الإجمالي للبلاد. يزعم المتظاهرون أن هذا أضر بمستويات معيشتهم.
سلطت القضية الضوء على مشكلة الفساد في مولدوفا، وعلى الرغم من أن الحكومة وعدت بإجراء تحقيق، دعا قادة الاحتجاج إلى حملة عصيان مدني وإضراب عام ورفض دفع فواتير المرافق من أجل فرض استقالة الحكومة. وبالمثل، واستجابةً للفضيحة التي بلغت قيمتها بليون دولار، أنشئت في فبراير عام 2015 الحركة الشعبية للمواطنين المعروفة باسم حزب منصة الكرامة والحقيقة. يقود هذا الحزب محامون وصحفيون وشخصيات معروفة أخرى في مولدوفا.
يُنظر إلى التوحيد مع رومانيا على أنه حلّ للأزمة الاقتصادية والسياسية والاجتماعية في مولدوفا، لكن مع الأخذ في عين الاعتبار أيضًا تصاعد التوترات في أوكرانيا المجاورة. أظهرت استطلاعات الرأي حتى مايو 2015 أن 10 إلى 20 في المئة من سكان مولدوفا يؤيدون فكرة التوحيد.

### التسمية
يطلق على الاحتجاجات في الصحافة الدولية اسم ميدان مولدوفا (بسبب ظروف مماثلة مع أوروميدان الأوكرانية) وحركة مناهضة الأوليغارشية. في مولدوفا، قامت وسائل الإعلام بتصنيف الأحداث على أنها ثورة حمراء، بسبب مشاركة الأحزاب الشيوعية والاشتراكية في الاحتجاجات.

### ملف الاحتجاجات
شكّل المتظاهرون معسكرين متميزين: المتعاطفون مع أوروبا وأولئك الذين يدعمون الأحزاب الموالية لروسيا. لكن في حين أن التطلعات والأيديولوجيات قد تفصلهما، فإن كلا الجانبين لهما أهداف مماثلة: استقالة الحكومة وإدانة الأوليغارشية الفاسدة والانتخابات المبكرة.
بالنسبة لأولئك الموالين لروسيا، أثارت قضايا الفساد أزمة ثقة في المشروع الأوروبي. وقَّعت مولدوفا اتفاقية شراكة مع الاتحاد الأوروبي في عام 2013، تلتزم بالإصلاحات الأساسية والانتعاش الاقتصادي والتعاون القطاعي والعدالة، لكن المشاعر المعادية لأوروبا كانت تتزايد على نحو موازٍ. وجد استطلاع للرأي في أبريل عام 2015 أن 32% من سكان مولدوفا يفضلون الانضمام إلى الاتحاد الأوروبي، وذلك كان أقل بنسبة 46% مقارنة باستطلاع عام 2007 التي بلغت نسبته 78%.

## الجدول الزمني
نظم الاتحاد الوطني للمزارعين في مولدوفا، والرابطة الجمهورية يونيأغروبروتيكت، والاتحاد الوطني للمزارعين أغروإنفورم، ورابطة مولدوفا - فروت في 27 مارس و 15 أبريل إجراءات احتجاجية قام بها المزارعون في جميع أنحاء البلد. وبحسب المنظمين، حشدت الاحتجاجات أكثر من 5000 مزارع. أغلقوا الطرق الوطنية بالآلات الزراعية.
عارض المزارعون زيادة ضريبة القيمة المضافة من 8% إلى 20% وطالبوا بالوصول السريع إلى خط ائتمان يقارب €100 مليون مقدم من بولندا بسعر فائدة مدعوم. يقول المزارعون إنه بسبب انخفاض قيمة صرف الليو المولدوفي الناتج عن التأميم الفعلي للبنوك في قلب الأزمة الاقتصادية، لا يمكنهم خدمة القروض المستحقة. عقدوا عدة اجتماعات مع رئيس الوزراء ووزيري الزراعة والمالية، لكنهم لم يكونوا راضين عن النتيجة. شملت مطالب المزارعين تجديد أموال الدعم في عام 2015 إلى 1.2 مليار ليو مولدوفي، إلى جانب البدء بعملية الإقراض في الزراعة وانخفاض سعر الفائدة عليها.

### مظاهرة 5 أبريل
تجمَّع عشرات الآلاف من الأشخاص في جميع أنحاء البلاد في وسط مدينة تشيشيناو، بناءً على دعوة من حزب منصة الكرامة والحقيقة، في إجراء احتجاجي على انهيار النظام المالي والمصرفي، لكن أيضًا ضد الفساد القضائي. ردَّد المتظاهرون هتافات مناهضة للحكومة بقيادة شيريل غابوريتشي وطالبوا بتوحيد رومانيا ومولدوفا. استقال غابوريشي في 22 يونيو بعد تحقيق في مزاعم الاحتيال في مؤهلاته التعليمية وحلّ محله فاليريو ستريليك بشكل دائم في 30 يوليو.

### مظاهرة 3 مايو
في 3 مايو، احتج ما يصل إلى 50,000 شخص ضد حكومة مولدوفا، قائلين بأنها قد فشلت في تنفيذ إصلاحات لضم البلاد إلى الاتحاد الأوروبي. دعا المتظاهرون الحكومة إلى التحقيق في فضيحة فقد مبلغ مليار دولار (ما يقرب من 1/8 الناتج المحلي الإجمالي للبلاد) من بنك الادخار الوطني والبنوك الخاصة: يونيبانك وبانكا دي إيكونومي وبانكا سوسيالا، في نوفمبر عام 2014 قبل الانتخابات البرلمانية. كلّف البنك المركزي شركة كرول إينك للاستشارات المتعلقة بالمخاطر بإجراء تحقيق أولي في أنشطة البنوك الثلاثة المنكوبة. بقيت النتائج التي توصلوا إليها سرية، لكن في 4 مايو نشر رئيس البرلمان أندريان كاندو ما قال إنه تقرير الشركة على موقعه على الإنترنت. أفاض التقرير: «يبدو أن هناك خطة متعمدة للسيطرة على كل من البنوك والتلاعب بعد ذلك بالمعاملات للوصول إلى الائتمان، مع الحفاظ على صورة معاكسة تمامًا». تم تعبئة أنشطة الاحتجاج من قِبَل برنامج المواطنين الذي تم إنشاؤه حديثًا بعنوان «الكرامة والحقيقة» - يُزعم أنه تم تمويله من قِبَل فيوريل وفيكتور توبا، وهما رجلي أعمال منفيين - تنتمي إليهما شخصيات بارزة في المجتمع المدني المولدوفي.